# Karmin
Karmin — американский музыкальный поп-дуэт, основанный Эми Рене Хайдеманн (родилась 29 апреля 1986 г.) и Ником Луисом Нунаном (родился 27 апреля 1986 г.) в 2010 году.

## История
Название «Karmin» происходит от латинского слова «carmen», что означает «песня», со слегка изменённым написанием. Название стало созвучно со словом «карма». Karmin — это столкновение классического рока, джаза, и популярной музыки.
Хайдеманн и Нунан познакомились в музыкальном колледже Беркли, который они окончили в 2008 году. До этого Эми окончила среднюю школу города Сьюард (Seward) штат Небраска, Ник среднюю школу города Олд Таун (Old Town) штата Мэн, где он был членом джаз-группы.
Дуэт наиболее известен кавер-версиями таких известных песен, как «Look at Me Now», «Super Bass», and «Party Rock Anthem». Их собственная песня «Take It Away» была использована в качестве песни Финала НБА 2011 года. В мае 2010 года они выпустили свой первый мини-альбом Inside Out. Дуэт завоевал большую популярность в Интернете благодаря дневному ток-шоу на YouTube (количество просмотров достигло более 250 млн.) и сервису Reddit, которому они очень благодарны до сих пор. 2 июня 2011 года дуэт объявил о подписании контракта со звукозаписывающей компанией; хотя об этом не было сказано открыто, но предполагается, что контракт подписан с Epic Records. В мае 2012, состоялся релиз их дебютного мини-альбома Hello, в рамках которого вышли такие треки как «Brokenhearted» и «Hello», получившие смешанные отзывы. «Brokenhearted» попала в 20-ку чарта Billboard Hot 100 в Соединённых Штатах и топ-10 в Австралии, Новой Зеландии и Великобритании, в то же время «Hello» заняла первую строчку в чарте Billboard Hot Dance Club Songs в США. В марте 2014 года Karmin выпустили свой первый полноценный альбом — Pulses, трек «Acapella» который сразу попал в топ-10 чартов Австралии и Новой Зеландии, а в США получил статус золотого хита. В середине 2014 они покинули Epic Records и стали издаваться самостоятельно. Релиз их второго альбома Leo Rising состоялся 9 сентября 2016.
Журнал Rolling Stone объявил Эми победительницей в своем независимом конкурсе на звание «Women Who Rock».
В 2017 году группа в небольшом ролике объявила о «смерти» проекта Karmin, и вскоре Эми основала новый. Певица создала себе новый образ, сменила весь репертуар и взяла псевдоним Qveen Herby. Весной вышел дебютный сольный мини-альбом EP 1.

## Дискография
Студийные альбомы
- Pulses[англ.] (2014)
- Leo Rising[англ.] (2016)

Мини-альбомы
- Inside Out (2010)
- The Winslow Sessions (2011)
- Hello (2012)

Сборники
- Karmin Covers, Vol. 1 (2011)

## Видеоклипы
- 2011 — Crash Your Party
- 2012 — Brokenhearted
- 2012 — Hello
- 2012 — Sleigh Ride
- 2013 — Acapella
- 2014 — I Want It All
- 2014 — Pulses
- 2014 — Bang It Out (клип группы Breathe Carolina)
- 2014 — No Flex Zone (c участием Watsky)
- 2014 — Sugar
- 2014 — Yesterday
- 2015 — Didn’t Know You
- 2016 — Come with Me (Pure Imagination)
- 2016 — Riverbend
- 2016 — Blame It on My Heart